# Naissance en 1096
Naissance
- 1092
- 1093
- 1094
- 1095
- 1096
- 1097
- 1098
- 1099
- 1100

Cette page dresse une liste de personnalités nées au cours de l'année 1096 :
- 15 janvier : Theodora Komnene Angelina (en), noble byzantine.
- 31 décembre : Mansur al-Amir Bi-Ahkamillah, 10e calife fatimide et le 20e Imam mustalien.

- Al-Muqtafi, Abû `Abd Allah Al-Muqtafî li-'Amr Allah Muhammad ben 'Ahmad al-Mustazhir, 31e calife abbasside de Bagdad.
- Armengol VI d'Urgell, dit el Castellano (le Castillan), comte d'Urgell.
- Étienne de Blois, futur comte de Mortain et de Boulogne, roi d'Angleterre de 1135 à 1154.
- Fujiwara no Hidehira,  troisième dirigeant du clan Ōshū Fujiwara dans la province de Mutsu, au Japon. Nommé Chinjufu-shogun (général contre les Aïnous), il contrôle son territoire indépendamment du pouvoir central.
- Hugues de Saint-Victor, philosophe, théologien et auteur mystique.
- Igor II de Kiev, ou Igor Olgovitch, Grand-prince du Rus' de Kiev de la dynastie des Riourikides.
- Knud Lavard, duc de Sud Jutland et roi des Obodrites.
- Minamoto no Tameyoshi, membre du clan Minamoto, dont il est le chef et gouverneur de la province de Mikawa.
- Taira no Tadamori, samouraï du clan Taira et gouverneur des provinces de  Harima, Ise, Bizen, et Tajima.
- Wang Ximeng, peintre chinois.

date incertaine (vers 1096)
- Simon Ier de Lorraine, duc de Lorraine de 1115 à 1139 et marchis.

## Crédit d'auteurs
- Cet article est partiellement ou en totalité issu de l'article intitulé « 1096 » (voir la liste des auteurs).